# Miguel Busquets
Miguel Busquets Terraza (ur. 15 października 1920  – zm. 24 grudnia 2002) – piłkarz chilijski grający podczas kariery na pozycji pomocnika.

## Kariera klubowa
Podczas kariery piłkarskiej Miguel Busquets występował w stołecznym Universidad de Chile w latach 1940-1952. Z Universidad de Chile zdobył mistrzostwo Chile w 1940. Ogółem w barwach "La U" rozegrał 186 meczów, w których zdobył 16 bramek. Pod koniec kariery piłkarskiej krótko pełnił funkcję grającego trenera Universidad de Chile.

## Kariera reprezentacyjna
W reprezentacji Chile Busquets zadebiutował 24 stycznia 1945 w przegranym 0-5 spotkaniu w Copa América z Boliwią. Na turnieju którego Chile było gospodarzem, Chile zajęło drugie miejsce, a Busquets wystąpił w pięciu meczach: z Boliwią, Kolumbią, Argetyną, Ekwadorem, Urugwajem i Brazylią. W 1947 po raz drugi uczestniczył w turnieju Copa América. Na turnieju w Ekwadorze Chile zajęło czwarte miejsce a Busquets wystąpił w pięciu meczach:ce.
Na turnieju w Brazylii Busquets wystąpił w pięciu w meczach: z Brazylią, Ekwadorem, Kolumbią, Paragwajem i Urugwajem. 
W 1950 roku został powołany przez selekcjonera Arturo Bucciardiego do kadry na mistrzostwa świata w Brazylii. Na mundialu Busquets wystąpił we wszystkich trzech meczach: z Anglią, Hiszpanią i USA, który był jego ostatnim meczem w reprezentacji. Od 1945 do 1950 roku rozegrał w kadrze narodowej 18 spotkań.